# Raaz: The Mystery Continues
Série
Raaz
(2002) Raaz 3
(2012)
Pour plus de détails, voir Fiche technique et Distribution.
Raaz: The Mystery Continues (राज़ : दि मिस्ट्री कन्टिन्युज) est un film indien de Bollywood réalisé par Mohit Suri sorti le 23 janvier 2009.
Le film met en vedette Emraan Hashmi, Adhyayan Suman et Kangana Ranaut, le long métrage fut un succès notable aux box-office.

## Fiche technique
- Titre : Raaz: The Mystery Continues
- Titre original : राज़ : दि मिस्ट्री कन्टिन्युज
- Réalisation : Mohit Suri
- Scénario : Shagufta Rafique et Mohit Suri
- Musique : Pranaay et Raju Singh
- Photographie : Ravi Walia
- Montage : Devendra Murdeshwar
- Production : Mukesh Bhatt
- Société de production : Sony BMG et Vishesh Films
- Pays :  Inde
- Genre : Horreur, romance et thriller
- Durée : 151 minutes
- Dates de sortie : 
  -  Inde : 23 janvier 2009

## Distribution
- Emraan Hashmi : Prithvi Singh
- Kangna Ranaut : Nandita Chopra
- Adhyayan Suman : Yash Dayal
- Jackie Shroff : Veer Pratap Singh
- Dinesh Lamba : l'inspecteur de police
- Vicky Ahuja : le Guruji
- J Brandon Hill : David Cooper

## Box-office
- Box-office Inde: 290 800 000 Roupies.

Box-office india qualifie le film de succès moyen.